# ABBA博物館
ABBA博物館（ABBA The Museum）是瑞典斯德哥爾摩的一座博物館，位於動物園島，展示有關流行樂團ABBA的展品，開業於2013年5月。

## 外部連結
- ABBA The Museum （页面存档备份，存于）